# Nils Swedlund
Nils Per Robert Swedlund, känd som "Stora Bullret", född 16 maj 1898 i Gävle, död 28 juni 1965 Saltsjöbadens församling, var en svensk general och överbefälhavare från 1951 till 1961.

## Biografi
Swedlund blev fänrik vid Hälsinge regemente 1919, kapten vid Generalstabskåren 1933, major 1940, överstelöjtnant 1942, överste 1944, generalmajor 1948, generallöjtnant 1951, general 1951 och slutligen ÖB 1951-1961. Repet och lärare Krigshögskolan 1934-1938 och 1940-1942, avdelningschef 1942, sous- och sektionschef försvarsstaben 1944, chef Norrbottens regemente (I 19) 1946, försvarsstabschef 1947-1951. Han blev ledamot av Kungliga Krigsvetenskapsakademien 1943 och hedersledamot av Kungliga Örlogsmannasällskapet 1952.
I andra världskrigets slutskede var Swedlund bland annat involverad i den svenska utbildningen av norska polistrupper. Som ÖB var Swedlund en stark anhängare av kärnvapen och drivande i att fortsätta det svenska kärnvapenprogrammet. Han betraktade dem som nödvändiga för det svenska försvaret och arbetade hårt för att vinna regeringens stöd i frågan. Han var även inblandad i den hemliga verksamheten för bildandet av en svensk motståndsrörelse i händelse av en sovjetisk invasion, den så kallade Stay behind-rörelsen.
Swedlund var ledamot av Kungliga Krigsvetenskapsakademien samt hedersledamot av Kungliga Örlogsmannasällskapet. Åren 1947–1950 var han ordförande i Föreningen Armé- Marin- och Flygfilm.
Nils Swedlund var son till major Gustaf Swedlund och Ellen född Reuterskiöld och bror till Robert Swedlund. Han gifte sig 1927 med Brita Broberg (född 1901). Swedlund är begravd på Skogsö kyrkogård i Saltsjöbaden.

## Militär karriär
År 1919 blev Swedlund fänrik vid Hälsinge regemente (I 14), 1933 blev han kapten i Generalstabskåren och major där 1940. År 1942 blev Swedlund överstelöjtnant och chef för Försvarsstabens arméavdelning, vilket han var i två år fram till 1944, då han blev överste och sektionschef vid Försvarsstaben. Åren 1946-1947 var han chef för Norrbottens regemente (I 19). Swedlund var sedan försvarsstabschef 1947-1948, generalmajor 1947-1951 och generallöjtnant 1951 fram till den 1 april samma år, då han blev general och överbefälhavare.

## Utmärkelser

### Svenska utmärkelser
- Riddare och kommendör av Kungl. Maj:ts Orden (Serafimerorden), 21 november 1963.
- Riddare av Vasaorden, 1938.[9]
- Riddare av Svärdsorden, 1940.[10]
- Kommendör av andra klassen av Svärdsorden, 6 juni 1947.[11]
- Kommendör av första klassen av Svärdsorden, 5 juni 1948.[12]
- Kommendör med stora korset av Svärdsorden, 6 juni 1951.[13]
- Riddare av Nordstjärneorden, 1944.[14]
- Kommendör av Nordstjärneorden, 1 april 1946.[15]
- Ledamot av Kungliga Krigsvetenskapsakademien, 1943.[16]
- Hedersledamot av Kungliga Örlogsmannasällskapet, 1952.[17]

### Utländska utmärkelser
- Storkorset av Danska Dannebrogorden.[18]
- Kung Kristian X:s frihetsmedalj.[18]
- Storkorset av Finlands Vita Ros’ orden.[18]
- Storkorset av Norska Sankt Olavs orden.[18]
- Storkorset av Österrikiska republikens förtjänstorden.[18]